# اچ‌ام‌سی‌اس ویندفلاور (کی۱۵۵)
اچ‌ام‌سی‌اس ویندفلاور (کی۱۵۵) (به انگلیسی: HMCS Windflower (K155)) یک کشتی بود که طول آن ۲۰۵ فوت (۶۲ متر) بود. این کشتی در سال ۱۹۴۰ ساخته شد.